# Peavey

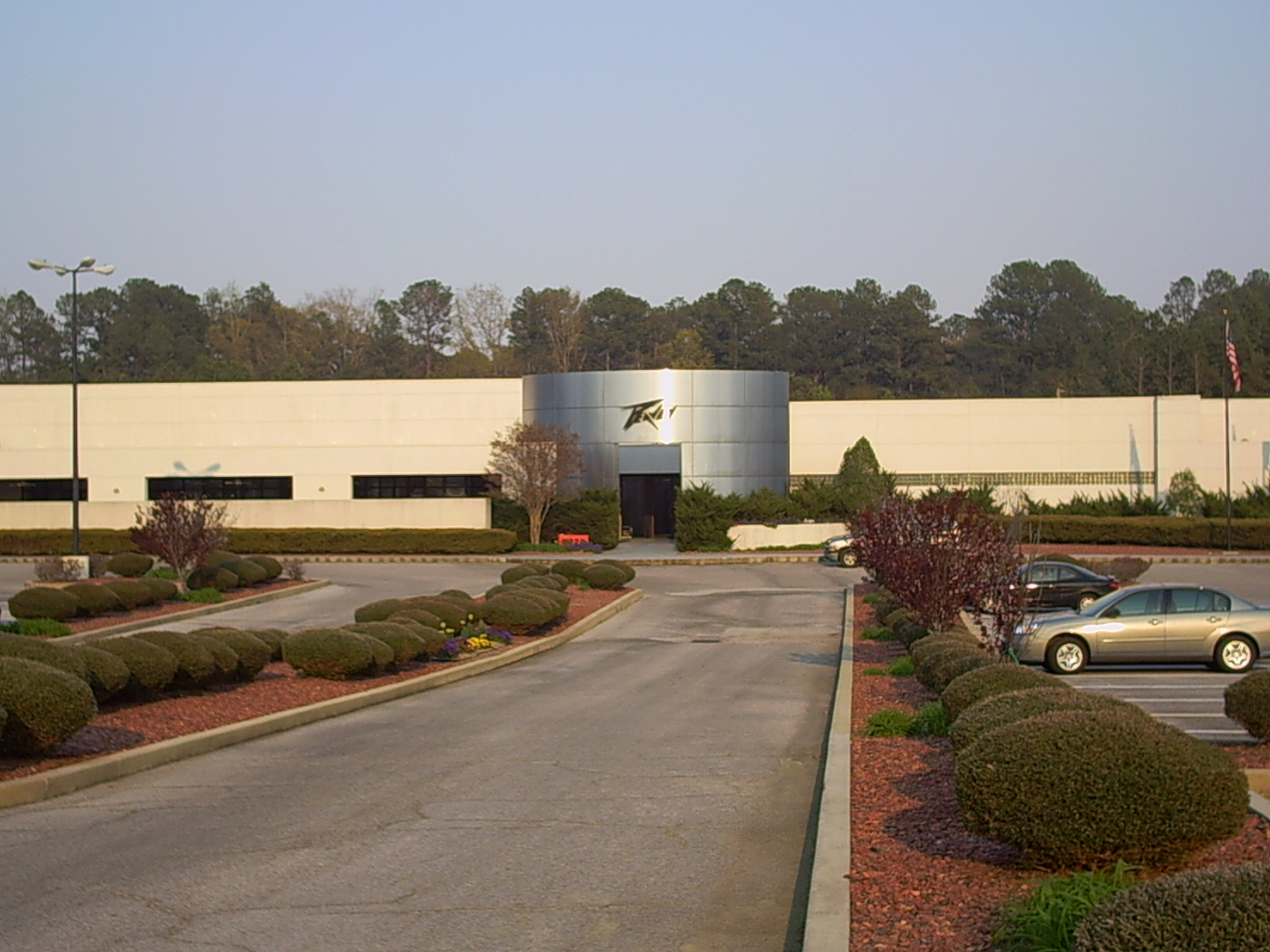
Peavey Electronics huvudkvarter

Peavey grundades av Hartley Peavey 1965 och tillverkar musikelektronik, så som gitarrer, basar, förstärkare och PA anläggningar. Peavey har tillverkat ett antal välkända elgitarrer som bland annat Edward Van Halens "Wolfgang" gitarr.